# Brunnsberg
Brunnsberg is een plaats in de gemeente Älvdalen in het landschap Dalarna en de provincie Dalarnas län in Zweden. De plaats heeft 220 inwoners (2005) en een oppervlakte van 121 hectare. Het ligt 15 kilometer ten noordwesten van de plaats Älvdalen. De plaats ligt aan de rivier de Österdalälven.

## Verkeer en vervoer
Bij de plaats loopt de Riksväg 70.